# Красна (Мазовецьке воєводство)
Красна (пол. Krasna) — село в Польщі, у гміні Гушлев Лосицького повіту Мазовецького воєводства. Населення — 99 осіб (2011).

## Історія
За даними етнографічної експедиції 1869—1870 років під керівництвом Павла Чубинського, у селі переважно проживали греко-католики, які розмовляли українською мовою.
У 1975—1998 роках село належало до Білопідляського воєводства.

## Демографія
Демографічна структура станом на 31 березня 2011 року:
|          | Загалом | Допрацездатний вік | Працездатний вік | Постпрацездатний вік |
| -------- | ------- | ------------------ | ---------------- | -------------------- |
| Чоловіки | 51      | 13                 | 26               | 12                   |
| Жінки    | 48      | 15                 | 17               | 16                   |
| Разом    | 99      | 28                 | 43               | 28                   |